# Amitrol
Amitrol is de ISO-naam voor een herbicide, dat werkzaam is tegen een breed gamma aan onkruid en grassen. Het wordt door de bladeren geabsorbeerd en verhindert de vorming van bladgroen (chlorofyl). Het wordt ook door de wortels opgenomen. Het wordt onder meer gebruikt voor onkruidbestrijding op braakliggende terreinen, weg- en spoorwegbermen, en soms ook in vijvers. Het wordt vaak toegepast in combinatie met een ander herbicide, zoals diuron. Het mag niet op voedingsgewassen worden gebruikt. Amitrol werd voor het eerst gesynthetiseerd in 1946 en is commercieel verkrijgbaar sedert de jaren 1950. Het gebruik is in België sedert 1999 beperkt tot maximaal vier kilo werkzame stof per hectare, en maximaal één toediening per jaar.
Technisch amitrol bevat ten minste 95% werkzame stof; het wordt geleverd als een oplossing in water of als oplosbaar poeder, vaak gecombineerd met andere herbiciden. Handelsbenamingen zijn onder andere: Amizol, Cytrol, Domatol, Elmasil, Vorox, Weedar en Weedazol.

## Eigenschappen
Amitrol is goed oplosbaar in water, methanol, ethanol en chloroform, maar niet in koolwaterstoffen, aceton of di-ethylether. Het vormt zouten met de meeste zuren. 

## Toxicologie en veiligheid
Amitrol tast aluminium, koper en ijzer aan.
Het is weinig acuut toxisch. Amitrol is niet vluchtig, maar bij verstuiving kan de aerosol worden ingeademd. Inademing kan effecten op de schildklier veroorzaken. De drempelwaarde (grenswaarde in België) voor blootstelling op de arbeidsplaats is 0,2 mg/m3 (tijdsgewogen gemiddelde concentratie voor een tijdsduur van acht uur).
Uit dierproeven is gebleken dat amitrol carcinogeen is, maar er zijn onvoldoende aanwijzingen dat amitrol kankerverwekkend is voor de mens. Het is niet bioaccumuleerbaar. Het wordt beschouwd als toxisch voor waterorganismen omdat nadelige effecten op lange termijn niet uitgesloten zijn.